# 蒙特克里斯蒂
蒙特克里斯蒂（西班牙語：Monte Cristi）是中美洲國家多明尼加共和國的城市，也是蒙特克里斯蒂省的首府，位於該國西北部，始建於1533年，距離首都聖多明哥270公里，面積455.5平方公里，海拔高度16米，2012年人口42,657。
19°52′N 71°39′W / 19.867°N 71.650°W